# Thermotogaceae
Famille
Les Thermotogaceae sont une famille de bactéries extrémophiles thermophiles à Gram négatif de l'ordre des Thermotogales. Son nom provient de Thermotoga qui est le genre type de cette famille.

## Liste de genres
Selon la LPSN (2 décembre 2022) :
- Pseudothermotoga Bhandari & Gupta 2014
- Thermotoga Stetter & Huber 1986 – genre type